# 微毛爪哇唐松草
微毛爪哇唐松草（学名：Thalictrum javanicum var. puberulum）为毛茛科唐松草属下的一个变种。

## 扩展阅读
- 維基物種上的相關：微毛爪哇唐松草